# 清末民初

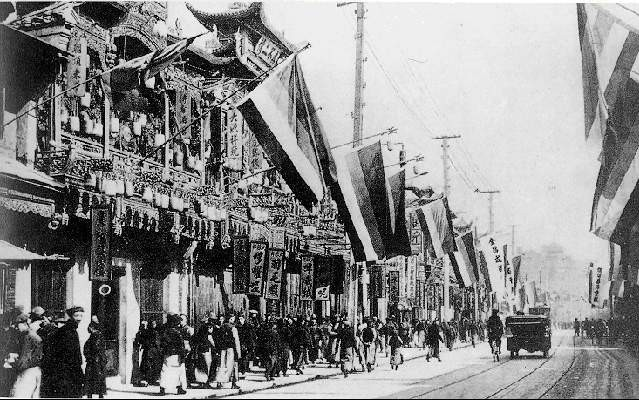
辛亥革命

清末民初（しんまつみんしょ）または清末民国初（しんまつみんこくしょ）は、中国史の時代区分で、清末すなわち清代末期から民初すなわち中華民国初期までの期間を指す。「明末清初」「元末明初」などと同様の便宜的な時代区分。
明確な年数は決まっておらず、例えば始まりは1840年（アヘン戦争）の場合もあれば1898年（戊戌政変）の場合もあり、終わりは1919年（五四運動）の場合もあれば1949年（中華民国遷台・中華人民共和国成立）の場合もある。

## 概要
清末民初は近代化・国民国家化・グローバル化などが進んだ変革の時代だった。政治史において、1911年から翌1912年に起きた辛亥革命（清朝滅亡・中華民国成立）は、約2000年間続いた王朝の終焉という一大変革だが、社会史・文化史・思想史においては、変革は清末民初を通じて徐々に進んでいた。
「清末民初」または「清末」「民初」と重複する区分に以下がある。
- 中国近代史（中国語版）、中国近現代史
- 中国語の「近代（中国語版）」（1840年のアヘン戦争以降を指す[10]。前近代を指す「古代（中国語版）」の対義語[10]）
- 中国語の「現代（中国語版）」（1919年の五四運動以降を指す[1]）
- 19世紀、20世紀
- 晩清
- 道光、咸豊、同治、光緒、宣統
- 洋務運動期、変法期、光緒新政期、辛亥革命期
- 民国史（中華民国の歴史、1912年から1949年までの中華民国）[1]
- 五四運動期、新文化運動期
- 軍閥時代、北京政府期、国民政府期、日中戦争期、国共内戦期

## 関連文献
中村元哉「日本の中華民国史研究」2019年（川島真・中村元哉 編著『中華民国史研究の動向』晃洋書房、ISBN 9784771031180 所収）に、民国史を中心とする詳細なブックガイドがある。

### 叢書
- 『シリーズ20世紀中国史』全4巻、飯島渉・久保亨・村田雄二郎 編著、東京大学出版会、2009年
- 『シリーズ中国近現代史』全6巻、岩波書店〈岩波新書〉、2010-2017年
- 『原典中国近代思想史』全6巻、岩波書店、1976-1977年
- 『新編 原典中国近代思想史』全7巻、岩波書店、2010-2011年